# République solidaire
République solidaire (RS) est un ancien parti politique français, fondé par l'ancien Premier ministre Dominique de Villepin en 2010 et inactif depuis 2012.

## Historique
Le 19 juin 2010, trois ans après son départ de Matignon, et après des critiques visant la gouvernance du président de la République Nicolas Sarkozy, Dominique de Villepin organise le congrès fondateur de son nouveau mouvement politique nommé République solidaire. Seuls sept députés UMP assistent à ce meeting fondateur sur les dix revendiqués : Jean Bardet, Marc Bernier, Daniel Garrigue, Guy Geoffroy, François Goulard, Jean-Pierre Grand, Jacques Le Guen, Marie-Anne Montchamp, Michel Raison et Jean Ueberschlag.
Située dans la continuité du Club Villepin créé l'année précédente, l'association se présente comme un « mouvement de rassemblement, au-dessus des partis », mais les journalistes considèrent qu'il s'agit d'un mouvement politique destiné à permettre une candidature de Dominique de Villepin à l'élection présidentielle de 2012. 
Dans le but supposé de déstabiliser le mouvement, Nicolas Sarkozy nomme la porte-parole de République solidaire, Marie-Anne Montchamp, secrétaire d'État aux solidarités dans le 3e gouvernement Fillon le 14 novembre 2010. Sept députés RS ne participent pas au vote sur la déclaration de politique générale de ce gouvernement.
Daniel Garrigue, qui a succédé à Marie-Anne Montchamp comme porte-parole du mouvement, démissionne à son tour le 14 avril 2011, en désaccord sur la façon dont le projet du parti a été élaboré, selon lui sans concertation, et sur sa proposition phare, la création du revenu citoyen suivant un principe est proche de celui de l'allocation universelle. C'est Brigitte Girardin, la secrétaire générale, qui reprend la fonction de porte-parole.
À la suite de sa relaxe dans l'affaire Clearstream, Dominique de Villepin décide de quitter la présidence du mouvement le 19 septembre 2011, pour se consacrer à « une politique de rassemblement national ». Il annonce sa candidature à l'élection présidentielle de 2012 le 11 décembre 2011. Il est crédité d'un niveau d'intention de vote très faible dans les sondages et ne parvient pas à réunir les parrainages nécessaires pour présenter sa candidature, ce qui amorce la disparition du mouvement. Plusieurs membres annoncent alors qu'ils voteront dès le premier tour de la présidentielle pour François Hollande comme Azouz Begag, Brigitte Girardin ou Hugues Renson.

## Statut juridique
Il a le statut d'association loi de 1901, est un groupement politique au sens des articles L. 52-8 et L.52-12 du Code électoral et a été déposé en préfecture la veille du congrès fondateur, le 18 juin 2010. Le Figaro relève que le passage du statut d'association à celui de parti politique facilitera l'obtention de ressources financières.
D'un point de vue administratif, République solidaire provient du changement de nom et de statut de Courage République. Ce mouvement avait été créé en tant que micro-parti par Dominique de Villepin quand il était Premier ministre en novembre 2006, afin de récolter des fonds pour son éventuelle candidature à l'élection présidentielle de 2007.

## Dirigeants

### Présidents
| Portrait | Nom                   | Dates du mandat   | Dates du mandat   | Notes |
| -------- | --------------------- | ----------------- | ----------------- | --- |
|          | Dominique de Villepin | 19 juin 2010      | 19 septembre 2011 | Premier ministre sous la présidence de Jacques Chirac de 2005 à 2007, il fonde son propre parti en 2010 en opposition à la politique mené par Nicolas Sarkozy alors Président de la République française. Il quitte la présidence du parti en 2011 afin de préparer l'élection présidentielle de 2012 à laquelle il ne parvient pas à se présenter, faute de signatures suffisantes. |
|          | Jean-Pierre Grand     | 19 septembre 2011 | 2012              | Député de l'Hérault, il est président du parti de 2011 jusqu'à la mise en sommeil de celui-ci en 2012. |

## Membres
Lors de sa création, République solidaire revendique entre 15 000 et 20 000 adhérents, dont,, :
- Brigitte Girardin, ancienne ministre, secrétaire générale et porte-parole
- Laurent Tessler, trésorier ;
- Jean Bardet, ancien député de la 3e circonscription du Val-d'Oise ;
- Azouz Begag, écrivain, sociologue et ancien ministre délégué ;
- Marc Bernier, ancien député de la 2e circonscription de la Mayenne, vice-président du conseil général de la Mayenne et maire de Vaiges ;
- Guy Geoffroy, ancien député de la 9e circonscription de Seine-et-Marne et maire de Combs-la-Ville ;
- François Goulard, ancien député de la 1re circonscription du Morbihan, président du conseil général du Morbihan et ancien ministre délégué ;
- Jean-Pierre Grand, ancien député de la 3e circonscription de l'Hérault et maire de Castelnau-le-Lez ;
- Brigitte Klinkert, 2e vice-présidente du conseil général du Haut-Rhin[18] ;
- Jacques Le Guen, ancien député de la 5e circonscription du Finistère ;
- Michel Raison, ancien député de la 3e circonscription de la Haute-Saône et maire de Luxeuil-les-Bains ;
- Jean Ueberschlag, ancien député de la 4e circonscription du Haut-Rhin et maire de Saint-Louis ;
- Pierre Jarlier, sénateur du Cantal et maire de Saint-Flour ;
- Jean-Michel Jardry, ancien vice-président du CNI ;
- Didier Colpin, ancien maire de Noyales ;
- Jeanne d'Hauteserre, future maire LR du 8e arrondissement de Paris (depuis 2014) ;
- Hugues Renson, futur député LREM de Paris (2017-2022).